# Freewave Radio Leiden
Freewave Radio Leiden was een Nederlandse 'radiopiraat' die van kerst 1983 tot de zomer van 1987 uitzond. In de ruim 3,5 jaar van haar bestaan werd het station 76 keer uit de lucht gehaald, soms wel drie keer binnen een etmaal. Freewave behoorde tot de grotere professionele radiopiraten die vooral in de jaren 80 van de twintigste eeuw actief waren. De zender had een flink bereik en was lange tijd in vrijwel de hele Randstad te ontvangen via 96.4 FM.
Nadat de (toen nog) Radio Controle Dienst (RCD) de zender definitief het zwijgen op had gelegd werd een Stichting Jongerenradio Freewave (S.J.F.) opgericht en later ook de Stichting Lokale Omroep Freewave (S.L.O.F.). Na een periode van bijna twee jaar onderhandelen met de toenmalige officiële lokale omroep 'Omroep Rijnland' (OR) en een flinke lobby bij de gemeente Leiden, kreeg Freewave per 1 januari 1991 uiteindelijk zendtijd via Omroep Rijnland die zelf maar vier uur per dag uitzond. Onder de naam van (alweer een nieuwe stichting) Stadsradio en -Televisie Leiden werd een contract gesloten met OR. De programma's gingen echter 19 uur per dag onder de naam Freewave de lucht in.
In mei 1995 fuseerden alle organisaties die via OR zendtijd vulden tot één nieuwe lokale omroep voor de regio Leiden en de Duin- en Bollenstreek. Dat werd Holland Centraal dat tot 2008 bleef uitzenden. Daarna werden de uitzendingen voortgezet onder de naam Unity FM.